# Run For Your Wife
Run for Your Wife és una comèdia de Ray Cooney estrenada al West End Theatre de Londres el 12 de desembre de 1983.

## Argument
L'obra presenta la història de John Smith, un taxista, que comparteix la seva vida amorosa amb dues dones alhora, Barbara i Mary, sense que cap d'elles sospiti res. Però un inesperat succés es convertirà en el principi dels seus problemes, per impedir el robatori d'una anciana és colpejat fortament per aquesta, ja que creu que ell és un dels assaltants. A conseqüència del cop, perdrà el coneixement una bona estona. Això farà que totes dues dones es desesperin, una per haver faltat John a la cita i l'altra per veure-ho arribar ferit i al costat d'un agent de la llei. Per si no fos prou, Stanley, el seu millor amic, en un intent d'ajudar-lo perquè no es descobreixi el seu secret, provocarà que l'embolic sigui encara major. Finalment, i com a últim recurs, per a veure's descobert, John fingirà amb Stanley que són gais. Un gai anomenat Bobby, que és el nou veí de John i un reporter són uns altres dels personatges que formen part de la història.

## Estrena a Londres
Richard Briers i Bernard Cribbins an prendre el paper principal en la producció original del West End theatre. Va tenir un nou èxit de nou anys en diversos teatres: Shaftesbury Theatre (de març a desembre de 1983), Criterion Theatre (desembre de 1983 a març de 1989), Whitehall Theatre (març de 1989 a maig de 1990), Aldwych Theatre (maig a setembre de 1990) i Duchess Theatre (setembre de 1990 a desembre de 1991). El repartiment original del West End va ser:
- Richard Briers - John Smith
- Bernard Cribbins - Stanley Gardener
- Carol Hawkins - Mary Smith
- Helen Gill - Barabara Smith
- Peter Blake - DS Troughton
- Bill Pertwee - DS Porterhouse
- Sam Cox - Reporter
- Royce Mills - Bobby Franklyn[3]

## Estrena a Nova York
Run for Your Wife fou estrenada a Broadway al Virginia Theatre el 7 de març de 1989, dirigida i protagonitzada pel mateix Ray Cooney com a taxista John Smith, i amb Kay Walbye com la seva esposa Wimbledon, Hilary Labow com al seva esposa Streatham, Gareth Hunt i Dennis Ramsden com a sergents de policia, i Paxton Whitehead com a amics i confidents de Smith. El crític de teatre de The New York Times Mel Gussow va anomenar l'obra "carregada de carrerons cecs, acudits forçats i entenedors amb problemes", l'actuació "tan habitual com se suposa a John Smith" i la posada en escena mecànica, ja que els personatges es veuen els uns als altres." La producció va tancar el 9 d'abril després de 14 previsualitzacions i 52 actuacions regulars.

## Estrena a Madrid
Fou estrenada en castellà sota el títol Sálvese quien pueda al Teatro Lara el 17 de desembre de 1983 sota la direcció de Juanjo Menéndez amb escenografia d'Alejandro Andrés i protagonitzada per Pedro Osinaga (John), Fernando Guillén (Stanley), Marta Puig substituïda per Mara Goyanes, Alfonso Godá, Enrique Cerro, Mabel Ordoñéz, Pepe Ruiz i Raquel Duque.

## Adaptació al cinema
Una adaptació cinematogràfica codirigida per Ray Cooney i John Luton, fou estrenada el 14 de febrer de 2013, amb Briers i Cribbins apareixent en papers de cameo. Després de l'estrena la pel·lícula va ser massacrada per la crítica i se l'ha referit com una de les pitjors pel·lícules de tots els temps després de sumar 602 £ en el cap de setmana d'obertura a la taquilla britànica amb un pressupost de 900.000 £.